# User Agent
Trong máy tính, user agent (dịch ra tiếng Việt là đại lý người dùng) là phần mềm (một đại lý phần mềm) hoạt động thay mặt cho người dùng. Một sử dụng phổ thông của từ này đề cập đến một trình duyệt web cho một trang web biết thông tin về trình duyệt và hệ điều hành. Điều này cho phép trang web điều chỉnh nội dung theo khả năng của một thiết bị cụ thể nhưng cũng gây ra vấn đề riêng tư.
Có những cách sử dụng khác của thuật ngữ "user agent". Ví dụ: trình đọc email là một đại lý người dùng thư (E-mail client hay trình duyệt thư). Trong nhiều trường hợp, một đại lý người dùng hoạt động như một máy khách trong một giao thức mạng được sử dụng trong truyền thông trong hệ thống máy tính phân tán máy khách-máy chủ. Cụ thể, Giao thức truyền tải siêu văn bản (HTTP) xác định phần mềm khách hàng khởi đầu yêu cầu (request), sử dụng tiêu đề User-Agent, ngay cả khi máy khách không được vận hành bởi người dùng. Giao thức Session Initiation Protocol (SIP) (dựa trên HTTP) cũng theo cách sử dụng này. Trong SIP, thuật ngữ user agent đề cập đến cả điểm kết thúc của một phiên truyền thông.